# 贾明祖
贾明祖（1950年—），男，江苏无锡人，中国军事摄影家，《解放军画报》社社长，中国摄影家协会原副主席、顾问。